# 刘典立
刘典立（1943年—），男，河南洛阳人，中华人民共和国政治人物。研究生学历，曾任洛阳市人民政府市长（1996年3月-2001年9月）、洛阳市人大常委会主任（2004年3月-2007年3月），全国人大代表。

## 生平
刘典立历任县委书记，中共洛阳市委常委、市委组织部长，洛阳市常务副市长、市委副书记。